# 桟橋通三丁目停留場
桟橋通三丁目停留場（さんばしどおりさんちょうめていりゅうじょう）は、高知県高知市桟橋通三丁目にあるとさでん交通桟橋線の路面電車停留場。

## 歴史
桟橋通三丁目停留場は1955年（昭和30年）に新設された停留場である。当停留場が開業するまでは隣の桟橋通二丁目停留場が同名を称していたが、開業と同日に改称している。

### 年表
- 1955年（昭和30年）6月20日：土佐電気鉄道の停留場として開業[1][2]。
- 2014年（平成26年）10月1日：土佐電気鉄道が高知県交通・土佐電ドリームサービスと経営統合し、とさでん交通が発足[3]。とさでん交通の停留場となる。

## 停留場構造
桟橋線の軌道は道路上に敷かれた併用軌道で、当停留場も道路上にホームが置かれている。ホームは2面あり、南北方向に伸びる2本の線路を挟み込むように配されるが、互いのホームは交差点を挟んで斜向かいに離れている。交差点の北にあるのが桟橋方面行き、南にあるのが高知駅方面行きのホーム。

## 停留場周辺
- 生鮮＆業務用食品スーパー プロマート百石
- 四国銀行潮江支店
- 高知県道34号桂浜はりまや線
- 国道56号
- 「桟橋通三丁目」バス停留所

## 隣の停留場
とさでん交通
桟橋線
桟橋通二丁目停留場 - 桟橋通三丁目停留場 - 桟橋通四丁目停留場